# Дяків Олег Юрійович
Олег Юрійович Дяків  (18 липня 1995, Дрогобич — 19 липня 2022, поблизу Бахмута) — Солдат Збройних Сил України, учасник російсько-української війни, який загинув під час російського вторгнення в Україну.

## Життєпис
Олег Дяків наародився в м. Дрогобич Львівської області. Навчався у ЗОШ № 2, а відтак — у Дрогобицькому державному педагогічному університеті. У 2017 році закінчив історичний факультет та здобував фах учителя історії та правознавства.
Після 24 лютого повернувся з Чехії до Дрогобича і пішов захищати територіальну цілісність Української держави. Воював у складі 80-ї бригади ЗСУ де і уклав контракт.
Захисник загинув 19 липня у бою з московськими загарбниками на бахмутському напрямку.
Місце останнього спочинку знайшов 27-річний Герой на полі Скорботи у Дрогобичі.